# الینا دانیلیان
الینا یوریی دانیلیان (ارمنی: Էլինա Յուրիի Դանիելյան زاده ۱۶ اوت ۱۹۷۸) یک استادبزرگ شطرنج اهل ارمنستان است.
| به‌دلیل برخی مشکلات فنی، نمودارها موقتاً قابل مشاهده نیستند. اطلاعات بیشتر پیرامون این مشکل در فابریکاتور و وبگاه مدیاویکی در دسترس است. | |
| | به‌دلیل برخی مشکلات فنی، نمودارها موقتاً قابل مشاهده نیستند. اطلاعات بیشتر پیرامون این مشکل در فابریکاتور و وبگاه مدیاویکی در دسترس است. |